# LL BROTHERS
LL BROTHERS（エルエルブラザーズ）は、実の兄弟による男性R&Bボーカルダンスデュオ、ソングライター。福岡県久留米市出身。
グループ名は、2009年より「L.L BROTHERS」から「.」を削除した「LL BROTHERS」に改名。

## メンバー
- TAKANORI（タカノリ、1971年4月24日 - ） 兄、本名：矢間 敬規（やざま たかのり）、血液型：AB型、身長：184cm。
- MASAYA（マサヤ、1972年5月13日 - ） 弟、本名：矢間 晶也（やざま まさや）、血液型：AB型、 身長：184cm。

## 来歴
『天才・たけしの元気が出るテレビ!!』の企画「高校生制服対抗ダンス甲子園」で人気を博し、1991年にテレビドラマ『先生のお気に入り』に出演後、『L.L BROTHERSのテーマ』でCDデビュー。
その後、自身が追い求める音楽スタイルへの転身と共に、自らで芸能活動から徐々に退き、シンガーソングライターとしてゼロからの挑戦をスタート。この頃から主にアメリカ南部のR&Bやラップに傾倒し、本場を意識した音楽性を目指し音楽家としての頭角を現すようになる。
この時期に音楽プロデューサーT.Kura（Giant Swing Production）と出会い、2000年にシングル「Bumpin' Freakin'」にて再デビュー。続いてミニアルバム『Next Level』を発表。EXILEの楽曲『New Jack Swing』の制作に携わった後、2004年11月17日にフルアルバム『Back Again』をリリースし、遂にメジャーレーベルへの復帰を果たした。この時に意識した作風は、やはり米国南部の黒人音楽プロデューサー・Lil'Jon（リル・ジョン）による「cRunk&B」というものであった。
その日本人離れした体格とボーカルで魅せるライブパフォーマンスには定評があり、また提供曲から彼らを知るなど、現在もR&B、HIP HOPシーンでは人気を確立したアーティストである。

## 主な出演

### バラエティ番組
- 天才・たけしの元気が出るテレビ!! 「ダンス甲子園」 （1990年 - 1991年、日本テレビ）
- そんなコロッケな!? （1991年10月17日 - 12月19日、TBS） 毎回ダンスを披露

### 音楽番組
- ミュージックステーション(テレビ朝日系列)
- FUN!FUN!FANTASTICS（2021年2月17日、日本テレビ）[1]

### テレビドラマ
- 先生のお気に入り（1991年6月28日 - 9月20日、TBS） ダンス科の生徒役で出演

### ラジオ
- スーパーギャング（TBSラジオ）

### CM
- asics - recorder

## ディスコグラフィ

### シングル
- L.L BROTHERSのテーマ（1991年10月7日）
- V.I.P（1992年3月10日）
- GO GO EVERYBODY（1992年7月25日）
- ほみたいじゃん（1993年3月25日）
- HEY! MAN, 当たって砕けろ（1993年5月25日）
- Bumpin' Freakin'（2000年4月5日）
- Marry Me（2000年11月19日）
- Put your hands up!（2002年2月15日）
- I Luv It（2009年3月7日）
- Paradise（2009年6月24日）

### アルバム
- Just Do It（1991年12月10日）
- Next Level（2000年6月21日）
- BACK AGAIN（2004年11月17日）
- Large Long Big coLLection（2013年8月7日）

### 映像作品
- L.L BROTHERSのテーマ（1991年10月11日）
- -Club Party- L.L VIBRATION（1991年12月21日）
- HEY! MAN（1993年6月25日）